# Abstinenzbewegung (Schweden)
Die Abstinenzbewegung ist eine der drei großen schwedischen Volksbewegungen des 19. Jahrhunderts.

## Voraussetzungen
Um 1800 war der Alkoholismus ein bedeutendes Problem. Schnaps war das vorherrschende alkoholische Getränk, während Bier nur von untergeordneter Bedeutung war und Wein eigentlich nur in der Oberschicht getrunken wurde. Schätzungen sprechen von einem durchschnittlichen Konsum von 40 Litern Schnaps pro Person und Jahr in den 1820er Jahren, was etwa das Fünffache des heutigen Konsums ist.
Der Alkoholkonsum schuf schwere soziale Probleme. Aber nicht nur soziale und ethische Aspekte bestimmten die Entstehung und Tätigkeit der Abstinenzbewegung, sondern auch politische, da der übermäßige Alkoholkonsum in den niedrigeren Gesellschaftsschichten destruktiv und passivierend wirkte.
Die Abstinenzbewegung ging zwar von puritanischen religiösen Bewegungen aus, aber fand auch aktive Unterstützung durch Wissenschaftler, Ärzte und Politiker.

## Vorläufer
Die ersten Abstinenzvereine entstanden in den 1830er Jahren nach amerikanischem Vorbild. 1837 wurde Svenska nykterhetssällskapet gebildet, deren Mitglieder sich verpflichteten, keinen Schnaps oder andere Spirituosen zu trinken. Der mäßige Konsum von Bier und Wein war erlaubt, aber diese Getränke waren eigentlich nur in der Oberschicht verbreitet. Das Hauptziel der Bewegung war, das Schnapsbrennen für den Eigenbedarf abzuschaffen, und als sie ihre Ziele in den Gesetzen 1855 bzw. 1860 erreicht hatten, starb die Bewegung.

## Abstinenzbewegungen
Während die ältere, moderate Abstinenzbewegung vor allem von Personen aus der Oberschicht getragen worden war, entstand in den 1870er Jahren eine neue, radikalere Volksbewegung, die große Teile der Bevölkerung umfasste. Sie stand sowohl der freikirchlichen Erweckungsbewegung als auch der schwedischen Arbeiterbewegung nahe.
1879 wurde in Göteborg die erste Loge des aus Amerika kommenden Goodtemplarordens (IOGT) gebildet. In den folgenden Jahren folgten weitere Organisationen wie die aus England kommende Blåbandsrörelse, der Templarorden (TO), die Frauenorganisation Vita Bandet u. a. Da diese Organisationen am Beginn religiösen Anstrich hatten, entstand 1896 eine konfessionslose Organisation (Verdandi), die der Sozialdemokratie nahestand.
Diese Organisationen forderten völlige Enthaltsamkeit von Alkohol und arbeiteten auf ein Totalverbot hin. Auf ihrem Höhepunkt um 1910 hatten die unterschiedlichen Organisationen etwa eine halbe Million Mitglieder. Dazu müssen aber noch die freikirchliche Erweckungsbewegungen und die Arbeiterbewegung gerechnet werden, die die Forderungen der Abstinenzbewegung unterstützten. In einer Unterschriftenaktion 1909 befürworteten 56 % der erwachsenen Bevölkerung ein Totalverbot.
Die Tätigkeit der Abstinenzbewegung beschränkte sich nicht nur auf die Alkoholpolitik. Die Organisationen betrieben Volksbildungseinrichtungen, waren in politischen Fragen wie der Wahlrechtsfrage äußerst aktiv und versuchten in Zusammenarbeit mit anderen Organisationen ein alkoholfreies Gemeinschafts- und Freizeiterlebnis zu bieten.
Die Repräsentation der Abstinenzbewegung in der Politik war in der ersten Hälfte des 20. Jahrhunderts außerordentlich stark (vor allem innerhalb der liberalen und sozialdemokratischen Partei). 1918 gehörten 64 % aller Abgeordneten in der zweiten, volksgewählten Parlamentskammer einer Abstinenzorganisation an und auch heute noch haben die unterschiedlichen Organisationen mehr als 250.000 Mitglieder.